# Fritz Köster (Politiker)
Fritz Köster (* 2. August 1892 in Dortmund; † 1945) war ein deutscher Politiker (NSDAP) und im Jahre 1933 zunächst Bürgermeister von Dorsten, anschließend Beigeordneter seines Nachfolgers Josef Gronover.

## Politik
Der gelernte Schreiner Fritz Köster trat zum 1. Juni 1930 der NSDAP bei (Mitgliedsnummer 262.870), übernahm im selben Jahr die Leitung der Dorstener NSDAP-Ortsgruppe und bemühte sich in dieser Funktion, die aufstrebende Partei in Dorsten, traditionell eine Hochburg des katholischen Zentrums, sichtbar zu machen. Bei der Stadtverordnetenwahl am 12. März 1933 blieb das Zentrum zwar stärkste Kraft in Dorsten, doch reichte das Ergebnis der örtlichen NSDAP, die mit sechs Ratsleuten in das Gremium einzog, für die Ernennung Kösters zum besoldeten Beigeordneten.
Im Zuge der „Machtergreifung“ nutzten auch die Dorstener Nationalsozialisten die gute Ausgangslage für ihr Projekt der gesellschaftlichen Gleichschaltung. So unternahm Köster in seiner neuen Rolle Schritte, um den amtierenden Bürgermeister Franz Lürken aus dem Amt zu drängen. Den wenigen verbliebenen Abweichlern im Stadtrat, die nicht bereit waren, den Vorwurf der Veruntreuung öffentlicher Gelder an Lürken mitzutragen, drohte er mit dem Konzentrationslager. Somit konnte Köster nach Lürkens Pensionierungsgesuch am 13. Juni 1933 kommissarisch das Amt des Dorstener Bürgermeister für die NSDAP übernehmen. Im August desselben Jahres wurde dann sein Parteigenosse Josef Gronover zum Bürgermeister berufen, dem Köster fortan wieder als Beigeordneter diente. Ab 1938 bis zu seinem Tod 1945 war Fritz Köster Bürgermeister von Gronau/West. 